# 86e méridien ouest
En géographie, le 86e méridien ouest est le méridien joignant les points de la surface de la Terre dont la longitude est égale à 86° ouest.

## Géographie

### Dimensions
Comme tous les autres méridiens, la longueur du 86e méridien correspond à une demi-circonférence terrestre, soit 20 003,932 km. Au niveau de l'équateur, il est distant du méridien de Greenwich de 9 573 km,.
Avec le 94e méridien est, il forme un grand cercle passant par les pôles géographiques terrestres.

### Régions traversées
En commençant par le pôle Nord et descendant vers le sud au pôle Sud, Le 86e méridien ouest passe par:
| Coordonnées          | Pays, territoire ou mer      | Notes |
| -------------------- | ---------------------------- | --- |
| 90° 00′ N, 86° 00′ O | Océan Arctique               | |
| 82° 14′ N, 86° 00′ O | Canada                       | Nunavut — Île Ellesmere, Île Axel Heiberg, Île Stor et Île Ellesmere |
| 76° 22′ N, 86° 00′ O | Détroit de Jones             | |
| 75° 32′ N, 86° 00′ O | Canada                       | Nunavut — Île Devon |
| 74° 29′ N, 86° 00′ O | Détroit de Lancaster         | |
| 73° 51′ N, 86° 00′ O | Canada                       | Nunavut — Île de Baffin |
| 73° 19′ N, 86° 00′ O | Crique de l'Amirauté (en)    | |
| 72° 18′ N, 86° 00′ O | Canada                       | Nunavut — Île Yeoman (en) |
| 72° 15′ N, 86° 00′ O | Crique de l'Amirauté (en)    | |
| 71° 46′ N, 86° 00′ O | Canada                       | Nunavut — Île de Baffin |
| 70° 04′ N, 86° 00′ O | Golfe de Boothia             | |
| 68° 00′ N, 86° 00′ O | Canada                       | Nunavut — Péninsule de Melville (continent) |
| 66° 01′ N, 86° 00′ O | Détroit de Roes Welcome (en) | |
| 65° 41′ N, 86° 00′ O | Canada                       | Nunavut — Île Southampton |
| 63° 41′ N, 86° 00′ O | Baie de Hudson               | |
| 55° 40′ N, 86° 00′ O | Canada                       | Ontario |
| 48° 04′ N, 86° 00′ O | Lac Supérieur                | Passe juste à l'ouest de l'Île Michipicoten, Ontario, Canada (à 47° 43′ N, 85° 57′ O) |
| 46° 40′ N, 86° 00′ O | États-Unis                   | Michigan |
| 45° 57′ N, 86° 00′ O | Lac Michigan                 | |
| 45° 09′ N, 86° 00′ O | États-Unis                   | Michigan — Île Manitou du Nord et le continent Indiana — à partir de 41° 45′ N, 86° 00′ O Kentucky — à partir de 38° 00′ N, 86° 00′ O Tennessee — à partir de 36° 38′ N, 86° 00′ O Alabama — à partir de 35° 00′ N, 86° 00′ O Floride — à partir de 31° 00′ N, 86° 00′ O |
| 30° 16′ N, 86° 00′ O | Golfe du Mexique             | |
| 21° 45′ N, 86° 00′ O | Mer des Caraïbes             | Passe entre les îles de Roatán (à 16° 25′ N, 86° 12′ O) et Guanaja (à 16° 24′ N, 85° 58′ O), Honduras |
| 16° 01′ N, 86° 00′ O | Honduras                     | |
| 13° 58′ N, 86° 00′ O | Nicaragua                    | |
| 11° 20′ N, 86° 00′ O | Océan Pacifique              | Passe juste à l'ouest de Costa Rica (à 10° 53′ N, 85° 57′ O) |
| 60° 00′ S, 86° 00′ O | Océan Austral                | |
| 72° 58′ S, 86° 00′ O | Antarctique                  | Liste des territoires revendiqués par le Chili (Province de l'Antarctique chilien) |